# Drymaria villosa
Drymaria villosa är en nejlikväxtart. Drymaria villosa ingår i släktet Drymaria och familjen nejlikväxter.

## Underarter
Arten delas in i följande underarter:
- D. v. palustris
- D. v. paramorum
- D. v. villosa